# ロゼカラー
ロゼカラー（欧字名:Rose Colour、1993年2月15日 - 2015年3月3日）は、日本の競走馬、繁殖牝馬。主な勝ち鞍に1995年のデイリー杯3歳ステークス。
社台レースホースのクラブ馬。薔薇一族の一頭として知られ、半弟にロサードやヴィータローザなどがいる。
馬名は、フランス語で「薔薇色の」を意味する。

## 競走馬時代
中央競馬で競走生活を送る。1995年10月にデビュー戦を勝利。2週間後にデイリー杯3歳ステークスを勝ち連勝で重賞制覇を果たす。続いて阪神牝馬3歳ステークスに挑戦も、5着と初の敗戦を喫する。
年明けすぐにシンザン記念に出走も2着。桜花賞トライアルのチューリップ賞も4着と、勝てないレースが続いた。
桜花賞でも期待されていたが、熱発で回避。その後優駿牝馬で、不利がありながら強烈な末脚で追い込み、のちに親子同士でライバル関係となるエアグルーヴの4着。
秋華賞でも3着と好走し、初の古馬対決となるエリザベス女王杯では武豊騎手との初コンビで挑むも13着と大きく敗れる。そのレースを最後に引退し、GI制覇の夢は子供たちに託された。

## 競走成績
以下の内容は、netkeiba.comおよびJBISサーチに基づく。
| 競走日     | 競馬場 | 競走名           | 格   | 距離（馬場）  | 頭 数 | 枠 番 | 馬 番 | オッズ （人気） | 着順 | タイム （上り3F） | 着差 | 騎手      | 斤量 [kg] | 1着馬（2着馬）         | 馬体重 [kg] |
| ---------- | ------ | ---------------- | ---- | ------------- | ----- | ----- | ----- | --------------- | ---- | ----------------- | ---- | --------- | --------- | ---------------------- | ----------- |
| 1995.10.08 | 新潟   | 3歳新馬          |      | 芝1200m（良） | 10    | 7     | 8     | 001.50（1人）   | 01着 | R1:11.5（36.3）   | -0.3 | 0植野貴也 | 52        | （エスパス）           | 428         |
| 0000.10.21 | 京都   | デイリー杯3歳S   | GII  | 芝1400m（良） | 13    | 4     | 5     | 024.70（9人）   | 01着 | R1:22.2（35.0）   | -0.1 | 0藤田伸二 | 53        | （スキーミュージック） | 432         |
| 0000.12.03 | 阪神   | 阪神3歳牝馬S     | GI   | 芝1600m（良） | 11    | 4     | 4     | 011.10（6人）   | 05着 | R1:36.0（34.0）   | -0.7 | 0藤田伸二 | 53        | ビワハイジ             | 422         |
| 1996.01.14 | 京都   | シンザン記念     | GIII | 芝1600m（良） | 15    | 3     | 4     | 005.70（3人）   | 02着 | R1:34.7（35.6）   | -0.2 | 0藤田伸二 | 54        | ゼネラリスト           | 416         |
| 0000.03.02 | 阪神   | チューリップ賞   | GIII | 芝1600m（稍） | 14    | 4     | 6     | 049.90（8人）   | 04着 | R1:35.4（36.0）   | -1.2 | 0藤田伸二 | 54        | エアグルーヴ           | 414         |
| 0000.05.26 | 東京   | 優駿牝馬         | GI   | 芝2400m（良） | 18    | 6     | 12    | 017.90（7人）   | 04着 | R2:29.4（34.8）   | -0.3 | 0藤田伸二 | 55        | エアグルーヴ           | 416         |
| 0000.10.20 | 京都   | 秋華賞           | GI   | 芝2000m（良） | 18    | 5     | 10    | 021.70（7人）   | 03着 | R1:58.4（35.9）   | -0.3 | 0藤田伸二 | 55        | ファビラスラフイン     | 426         |
| 0000.11.10 | 京都   | エリザベス女王杯 | GI   | 芝2200m（良） | 16    | 8     | 16    | 011.90（7人）   | 13着 | R2:15.0（34.2）   | -0.7 | 0武豊     | 54        | ダンスパートナー       | 426         |

## 繁殖牝馬時代
引退後はノーザンファームで繁殖牝馬となる。
初年度産駒のローズバドは4戦目の未勝利戦で勝ち上がると、条件戦10着を経てフィリーズレビューを制し、初年度より産駒が重賞勝ちを収めた。さらにフローラステークス3着、優駿牝馬、ローズステークス、エリザベス女王杯ともに2着など3歳時は重賞戦線で好走し続けた。その後しばらくは勝ち星から遠ざかるも、2003年のマーメイドステークスを制したことで、産駒の重賞2勝目を挙げた。その後引退し繁殖入りしたローズバドは、2009年の朝日杯フューチュリティステークスや2010年のジャパンカップなどを制したローズキングダムを輩出し、ローズキングダムはいわゆる「薔薇一族」として初のG1制覇を成し遂げた。
2002年に誕生した第4子のローゼンクロイツは、2007年の金鯱賞など重賞3勝を挙げたが、連覇のかかった翌年の金鯱賞で脱臼を発症し予後不良、安楽死の措置が取られ、種牡馬入りすることは叶わなかった。
2015年3月3日、ワークフォースとの子を出産した後に死亡。22歳没。

## 繁殖成績
第1子のローズバドが社台レースホース所属、それ以降の子から第13子までがサンデーレーシング所属、第14子ローズサクシードはシルクレーシングで、いずれも中央競馬でデビューしている。
また繁殖入りしたローズバドのラインからはローズキングダム・スタニングローズ・ゼルトザームが、11番子ヴィンテージローズのラインからはヴィブラフォンが出ている。
|        | 生年   | 馬名               | 性 | 毛色   | 父                   | 馬主                     | 厩舎                             | 戦績                  | 主な勝ち鞍                              | 出典   |
| ------ | ------ | ------------------ | -- | ------ | -------------------- | ------------------------ | -------------------------------- | --------------------- | --------------------------------------- | ------ |
| 第1子  | 1998年 | ローズバド         | 牝 | 青毛   | サンデーサイレンス   | （有）社台レースホース   | 栗東・橋口弘次郎                 | 26戦3勝（引退・繁殖） | フィリーズレビュー マーメイドステークス | [ 5 ]  |
| 第2子  | 2000年 | アルバローズ       | 牝 | 鹿毛   | エリシオ             | （有）サンデーレーシング | 栗東・橋口弘次郎                 | 8戦0勝（引退・繁殖）  |                                         | [ 6 ]  |
| 第3子  | 2001年 | クラシックローズ   | 牝 | 青鹿毛 | コマンダーインチーフ | （有）サンデーレーシング | 栗東・橋口弘次郎                 | 25戦3勝（引退・繁殖） |                                         | [ 7 ]  |
| 第4子  | 2002年 | ローゼンクロイツ   | 牡 | 鹿毛   | サンデーサイレンス   | （有）サンデーレーシング | 栗東・橋口弘次郎                 | 22戦5勝（死亡）       | 毎日杯 中京記念 金鯱賞                  | [ 8 ]  |
| 第5子  | 2003年 | テューダーローズ   | 牡 | 栗毛   | サンデーサイレンス   | （有）サンデーレーシング | 栗東・橋口弘次郎                 | 9戦3勝（引退・乗馬）  |                                         | [ 9 ]  |
| 第6子  | 2004年 | ローズプレステージ | 牡 | 栗毛   | ダンスインザダーク   | （有）サンデーレーシング | 栗東・橋口弘次郎 →美浦・大竹正博 | 30戦1勝（引退・乗馬） |                                         | [ 10 ] |
| 第7子  | 2006年 | テンペスタローザ   | 牡 | 青鹿毛 | キングカメハメハ     | （有）サンデーレーシング | 栗東・橋口弘次郎                 | 5戦1勝（引退・乗馬）  |                                         | [ 11 ] |
| 第8子  | 2007年 | ローザミスティカ   | 牝 | 栗毛   | アグネスタキオン     | （有）サンデーレーシング | 栗東・橋口弘次郎                 | 4戦0勝（引退・繁殖）  |                                         | [ 12 ] |
| 第9子  | 2008年 | ローザアルラヴィス | 牡 | 鹿毛   | ディープインパクト   | （有）サンデーレーシング | 栗東・橋口弘次郎                 | 10戦0勝（引退）       |                                         | [ 13 ] |
| 第10子 | 2010年 | ローゼンガルテン   | 牡 | 青毛   | ディープインパクト   | （有）サンデーレーシング | 栗東・橋口弘次郎                 | 8戦1勝（引退）        |                                         | [ 14 ] |
| 第11子 | 2011年 | ヴィンテージローズ | 牝 | 栗毛   | ゼンノロブロイ       | 吉田勝己                 | 栗東・橋口弘次郎 →栗東・橋口慎介 | 21戦2勝（引退・繁殖） |                                         | [ 15 ] |
| 第12子 | 2012年 | ローズカリーナ     | 牝 | 栗毛   | ハービンジャー       | 吉田勝己                 | 栗東・橋口弘次郎                 | 4戦0勝（引退・繁殖）  |                                         | [ 16 ] |
| 第13子 | 2014年 | ローズシュクレ     | 牝 | 栗毛   | スマートファルコン   | （有）サンデーレーシング | 栗東・小崎憲                     | 10戦1勝（引退・繁殖） |                                         | [ 17 ] |
| 第14子 | 2015年 | ローズサクシード   | 牡 | 鹿毛   | ワークフォース       | （有）シルクレーシング   | 栗東・吉村圭司                   | 6戦0勝（引退）        |                                         | [ 18 ] |

## 血統表
| ロゼカラーの血統                           | ロゼカラーの血統                                           | ロゼカラーの血統                                           | （血統表の出典）                                           | （血統表の出典） |
| 父系                                       | ミルリーフ系                                               | ミルリーフ系                                               | ミルリーフ系                                               | [ § 2 ]          |
| 父 Shirley Heights 1975 鹿毛 イギリス      | 父の父Mill Reef 1968 鹿毛                                  | Never Bend                                                 | Nasrullah                                                  | Nasrullah        |
| 父 Shirley Heights 1975 鹿毛 イギリス      | 父の父Mill Reef 1968 鹿毛                                  | Never Bend                                                 | Lalun                                                      |                  |
| 父 Shirley Heights 1975 鹿毛 イギリス      | 父の父Mill Reef 1968 鹿毛                                  | Milan Mill                                                 | Princequillo                                               | Princequillo     |
| 父 Shirley Heights 1975 鹿毛 イギリス      | 父の父Mill Reef 1968 鹿毛                                  | Milan Mill                                                 | Virginia Water                                             |                  |
| 父 Shirley Heights 1975 鹿毛 イギリス      | 父の母Hardiemma 1969 鹿毛                                  | *ハーディカヌート Hardicanute                              | *ハードリドン                                              | *ハードリドン    |
| 父 Shirley Heights 1975 鹿毛 イギリス      | 父の母Hardiemma 1969 鹿毛                                  | *ハーディカヌート Hardicanute                              | Harvest Maid                                               |                  |
| 父 Shirley Heights 1975 鹿毛 イギリス      | 父の母Hardiemma 1969 鹿毛                                  | Grand Cross                                                | Grandmaster                                                | Grandmaster      |
| 父 Shirley Heights 1975 鹿毛 イギリス      | 父の母Hardiemma 1969 鹿毛                                  | Grand Cross                                                | Blue Cross                                                 |                  |
| 母 *ローザネイ Rosa Nay 1988 栗毛 フランス | 母の父Lyphard 1969 鹿毛                                    | Northern Dancer                                            | Nearctic                                                   | Nearctic         |
| 母 *ローザネイ Rosa Nay 1988 栗毛 フランス | 母の父Lyphard 1969 鹿毛                                    | Northern Dancer                                            | Natalma                                                    |                  |
| 母 *ローザネイ Rosa Nay 1988 栗毛 フランス | 母の父Lyphard 1969 鹿毛                                    | Goofed                                                     | Court Martial                                              | Court Martial    |
| 母 *ローザネイ Rosa Nay 1988 栗毛 フランス | 母の父Lyphard 1969 鹿毛                                    | Goofed                                                     | Barra                                                      |                  |
| 母 *ローザネイ Rosa Nay 1988 栗毛 フランス | 母の母Riviere Doree 1980 栗毛                              | Secretariat                                                | Bold Ruler                                                 | Bold Ruler       |
| 母 *ローザネイ Rosa Nay 1988 栗毛 フランス | 母の母Riviere Doree 1980 栗毛                              | Secretariat                                                | Somethingroyal                                             |                  |
| 母 *ローザネイ Rosa Nay 1988 栗毛 フランス | 母の母Riviere Doree 1980 栗毛                              | Riverqueen                                                 | Luthier                                                    | Luthier          |
| 母 *ローザネイ Rosa Nay 1988 栗毛 フランス | 母の母Riviere Doree 1980 栗毛                              | Riverqueen                                                 | Riverside                                                  |                  |
| 母系(F-No.)                                | 1号族(FN:1-w)                                              | 1号族(FN:1-w)                                              | 1号族(FN:1-w)                                              | [ § 3 ]          |
| 5代内の近親交配                            | Nasrullah4×5=9.38%、Nearco5×5=6.25%、Princequillo4×5=9.38% | Nasrullah4×5=9.38%、Nearco5×5=6.25%、Princequillo4×5=9.38% | Nasrullah4×5=9.38%、Nearco5×5=6.25%、Princequillo4×5=9.38% | [ § 4 ]          |
| 出典                                       | 1. 2. 3. 4.                                                | 1. 2. 3. 4.                                                | 1. 2. 3. 4.                                                | 1. 2. 3. 4.      |

- 兄弟に重賞5勝のロサードや重賞3勝のヴィータローザがいる[20]。